# Dreimal zehn Jahre
Dreimal zehn Jahre ist das 3. Kompilationsalbum der Kölner Rockband BAP. Es erschien 2005 bei EMI und erreichte Platz 7 der deutschen Albumcharts.
Das Album wurde anlässlich des 30. Jahrestags der ersten Gehversuche von BAP als Band veröffentlicht. Um nicht nur ein einfaches Best-of-Album aufzulegen, entschied man sich, alle Stücke in teilweise komplett neuen Arrangements neu einzuspielen. Viele der Lieder sind in den Jahren seit der Aufnahme der Studioversionen, von den häufig wechselnden Besetzungen der Band, auf den Konzerten in der ein oder anderen Weise verändert oder durch aktuellere Arrangements angepasst worden.

## Songs und Cover
Das Album beinhaltet mit Dreimohl zehn Johre und Nähxte Stadt zwei komplett neue Stücke, dazu kommt die Coverversion Hollywood Boulevard (Originaltitel Celluloid Heroes) von den Kinks, bei der Ray Davies mitsingt. Alle anderen Beiträge sind Neuaufnahmen bereits veröffentlichter und bekannter Lieder von BAP, wobei jedes bisherige Studioalbum mit Ausnahme des ersten …rockt andere kölsche Leeder mit entsprechenden Liedern vertreten ist.
Von Affjetaut (1980) kommen Helfe kann dir keiner, Anna und Ne schöne Jrooss, während Für usszeschnigge! (1981) die Stücke Verdamp lang her, Jraaduss und Frau, ich freu mich beisteuert. Verdamp lang her gibt es in zwei Versionen, eine in (fast) reinem Hochdeutsch zusammen mit Thomas D von den Fantastischen Vier und eine Version in „Vollkölsch“. Vom Erfolgsalbum Vun drinne noh drusse von 1982 gibt es ebenfalls drei Stücke (Wellenreiter, Kristallnaach und Do kanns zaubere). Bei Kristallnaach unterstützt Laith Al-Deen die Gruppe.
Nemm mich met stammt vom ersten Livealbum Bess demnähx und erscheint nach 1999 auf Tonfilm hier zum zweiten Mal als Studioversion. Das 1984er-Album Zwesche Salzjebäck un Bier ist mit dem BAP-Live-Klassiker Alexandra, nit nur do vertreten, während Time is cash, time is money und Ahl Männer, aalglatt vom Album Ahl Männer, aalglatt stammen. Ersteres wurde zusammen mit Culcha Candela aufgenommen.
Fortsetzung folgt wurde mit Unterstützung von Nino Skrotzki von Virginia Jetzt! neu eingespielt und war ursprünglich auf dem Album Da Capo (1988). Das 1990er Album X für ’e U steuerte mit Alles em Lot und Denn wir sind wieder wer zwei Lieder bei. Ebenso wie das Album Pik Sibbe von 1993 mit Paar Daach fröher, bei dem Meret Becker sich den Gesang mit Wolfgang Niedecken teilt, und Widderlich das mit Hilfe von Henning Wehland von den H-Blockx aufgenommen wurde. Als nächstes Stück, jedoch außerhalb der Reihenfolge der Alben, kommt Rita, mir zwei, das auf Tonfilm (1999) erschien und hier zusammen mit Hubert von Goisern in einer austro-kölschen Koproduktion gesungen wird.
Die nächsten beiden Stücke Amerika und Nix wie bessher stammen vom Amerika-Album (1996). Danach folgen mit Lena (zusammen mit Marta Jandová von Die Happy) und Ahnundfürsich zwei Lieder vom 1999er Jubiläumsalbum Comics & Pin-Up, dem letzten der „Major-Ära“. Bei Dir allein teilt sich Wolfgang Niedecken den Gesang mit Xavier Naidoo; es stammt mit dem gleichnamigen Titelstück vom Album Aff un zo (2001). Vom Album Sonx (2004) sind die letzten beiden Stücke Rövver noh Tanger und unger Krahnebäume. Abgeschlossen wird das Album von Herbert Grönemeyers Geburtstagsständchen Einmal nur in unserm Leben.
Das Cover ist ähnlich gestaltet wie das des 1993er Studioalbum Pik Sibbe. Die aktuelle Besetzung wurde von dem Künstler Sebastian Krüger in einem karikaturistischen Stil gemalt. Die Standard-CD zeigt dabei auf der Vorderseite die Band, wie sie 2005 aussieht, während auf der Special-Edition die Band so dargestellt ist, wie sie 1976 ausgesehen hätte. Die Vorder- und Rückseiten der beiden Versionen sind vertauscht dargestellt.

## Titelliste
1. Dreimohl zehn Johre – (K. Heuser, W. Niedecken) – 3:48
2. Helfe kann dir keiner – (K. Heuser, W. Niedecken) – 4:04
3. Anna – (K. Heuser, W. Niedecken) – 2:26
4. Jraaduss – (K. Heuser, W. Niedecken) – 5:07
5. Ne schöne Jrooss – (K. Heuser, W. Niedecken) – 4:38
6. Verdamp lang her (feat. Thomas D) – (K. Heuser, W. Niedecken) – 6:18
7. Frau, ich freu mich – (K. Heuser, W. Niedecken) – 5:27
8. Wellenreiter – (BAP, W. Niedecken) – 2:45
9. Kristallnaach (feat. Laith Al-Deen) – (BAP, W. Niedecken) – 6:01
10. Do kanns zaubere – (BAP, W. Niedecken) – 4:54
11. Nemm mich met – (BAP, W. Niedecken) – 4:34
12. Alexandra, nit nur do – (BAP, W. Niedecken) – 5:25
13. Time is cash, time is money (feat. Culcha Candela) – (R. Mack, W. Niedecken) – 5:12
14. Ahl Männer, aalglatt – (K. Heuser, W. Niedecken) – 4:22
15. Fortsetzung folgt (feat. Nino Skrotzki/Virginia Jetzt!) – (K. Heuser, W. Niedecken) – 4:31
16. Verdamp lang her (Vollkölsche Version) – (K. Heuser, W. Niedecken) – 6:18
17. Alles em Lot – (K. Heuser, W. Niedecken) – 5:10
18. Denn mer sinn widder wer – (K. Heuser, W. Niedecken) – 4:27
19. Paar Daach fröher (feat. Meret Becker) – (K. Heuser, W. Niedecken) – 4:42
20. Widderlich (feat. Henning Wehland) – (K. Heuser, W. Niedecken) – 4:15
21. Rita, mir zwei (feat. Hubert von Goisern) – (W. Niedecken) – 3:49
22. Amerika – (K. Heuser, W. Niedecken) – 6:34
23. Nix wie bessher – (K. Heuser, W. Niedecken) – 5:18
24. Lena (feat. Marta Jandová/Die Happy) – (J. Streifling, W. Niedecken) – 5:07
25. Ahnunfürsich  – (K. Heuser, W. Niedecken) – 4:10
26. Dir allein (feat. Xavier Naidoo) – (H. Krumminga, W. Niedecken) – 6:06
27. Aff un zo – (H. Krumminga, W. Niedecken) – 3:54
28. Hollywood Boulevard (feat. Ray Davies) – (R. Davies; Deutscher Spezialtext: W. Niedecken) – 5:16
29. Rövver noh Tanger  – (W. Kopal, W. Niedecken) – 5:07
30. Unger Krahnebäume  – (H. Krumminga, W. Niedecken) – 3:07
31. Nähxte Stadt – (H. Krumminga, W. Niedecken) – 3:48
32. Einmal nur in unserem Leben (Herbert Grönemeyers Geburtstagsständchen) – 1:55

## Special Edition
Die Special-Edition enthält neben den Audio-CDs noch eine DVD mit folgendem Inhalt:
1. Die Unüblichen Verdächtigen (EPK)
2. Nähxte Stadt (Musikvideo)
3. Wiedersehensfreude (Dä Oleander)
4. Der Duft der Gitarren
5. The Missing Intro
6. Rään un Sonnesching un Hajel
7. Lena, Marta und W.N. (Musikvideo zu „Lena“)
8. Do kanns zaubere
9. Dir allein (Musikvideo mit Xavier Naidoo)
10. Interviews Band
11. Beitrag über Sebastian Krüger
12. DVD Appetizer (Anthologie)

## Single-Auskopplungen
- 28. Oktober 2005 – Frau, ich freu mich (Radio Edit) / Dreimohl zehn Johre / Hungry Heart (Acoustic Version) / Frau, ich freu mich (Album Version) / Hungry Heart (Acoustic Version – Enhanced Video Part)
- 24. März 2006 – Verdamp lang her (Die verdammt lange Single)
  - Verdamp lang her (BAP feat. Thomas D.)
  - Verdamp lang her („Für usszeschnigge“-Version)
  - Verdamp lang her („Bess demnähx“-Live-Version)
  - Verdamp lang her (Wackersdorf'86-Live-Version)
  - Verdamp lang her („Affrocke“-Live-Version) 
  - Verdamp lang Haar – Die Toten Hosen-Live-Version
  - Verdamp lang her („Överall“-Live-Version)
  - Verdamp lang her („Sonx“-Unplugged-Live-Version)
  - Verdamp lang her – Wolfgang Niedecken und die WDR Big Band
  - Verdamp lang her („Dreimal zehn Jahre“-Version)
  - Verdamp lang her („Dreimal zehn Jahre“-Radio Edit)

## Dreimal zehn Jahre Tour 2006/2007
Im Januar 2006 war die Kölnarena anlässlich des Starts der Jubiläumskonzerte zum 30-jährigen Bestehen der Band mit 25.000 Zuschauern an zwei aufeinander folgenden Tagen fast ausverkauft.